# Zawichost
Zawichost – miasto w województwie świętokrzyskim, w powiecie sandomierskim, siedziba gminy miejsko-wiejskiej Zawichost. Położone jest w Małopolsce, na ziemi sandomierskiej, na skraju Małopolskiego Przełomu Wisły. Prawa miejskie posiada co najmniej od 1255. Według danych z 1 stycznia 2018 Zawichost liczył 1793 mieszkańców.
W ostatniej ćwierci XVI wieku Zawichost był miastem klasztoru klarysek krakowskich w województwie sandomierskim. Dziś miasto znane jest głównie z podawanych codziennie w I Programie Polskiego Radia komunikatów o stanie wód w największych rzekach w kraju.

## Położenie

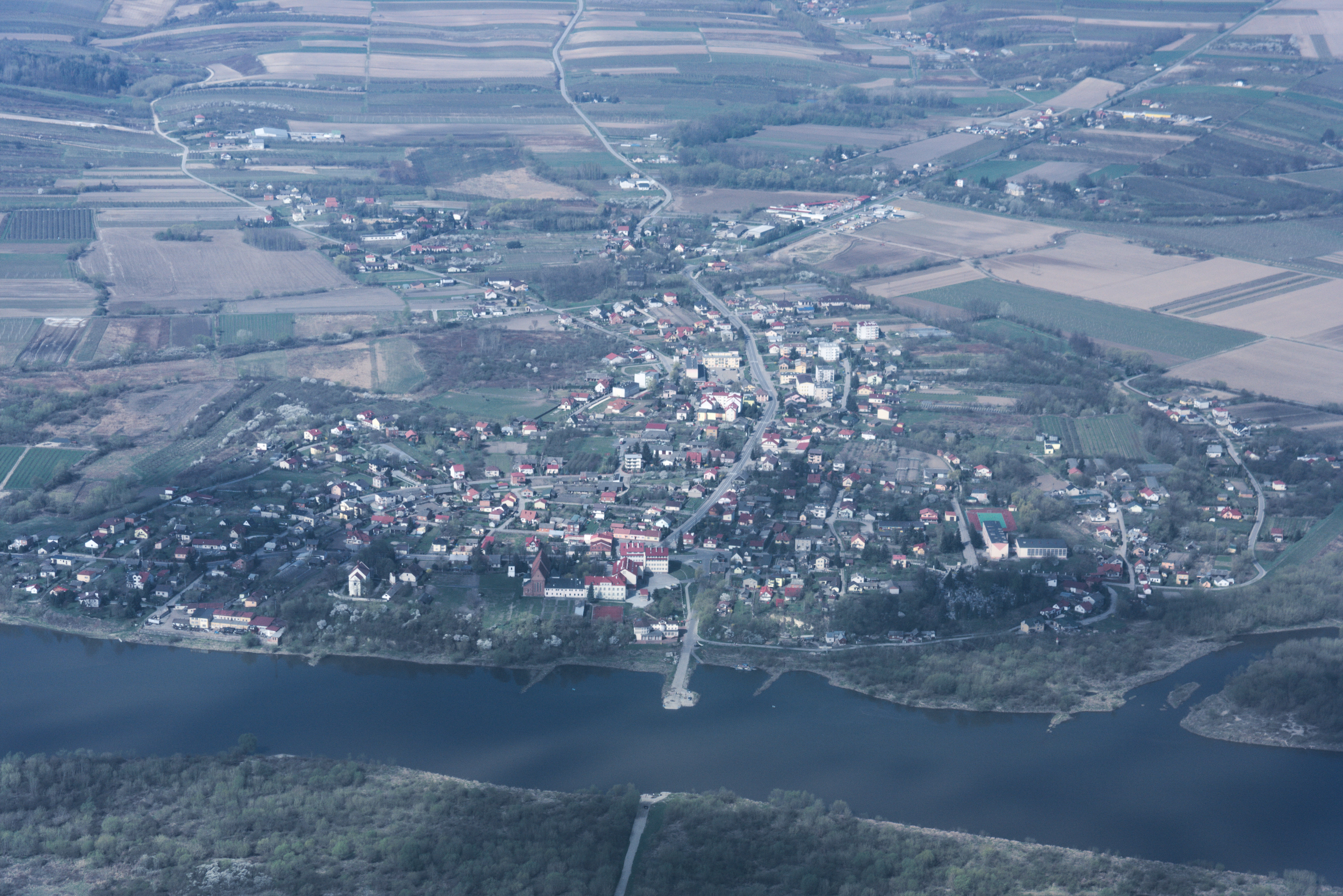
Widok na Zawichost

Miasto położone jest nad Wisłą, na wysokim wapiennym tarasie jej lewego brzegu. W okolicy miasta znajdują się złoża kamienia wapiennego oraz glinki krzemionkowej. Zawichost położony jest ok. 17 km na północny wschód od Sandomierza. Przez miasto przebiega droga wojewódzka nr 777 z Sandomierza do Maruszowa oraz droga nr 755 z Kosina do Ostrowca Świętokrzyskiego. W Zawichoście znajduje się przeprawa promowa przez Wisłę, powstała za pozwoleniem króla Zygmunta Augusta.
Przez miasto przechodzi czerwony szlak turystyczny z Gołoszyc do Piotrowic.

## Historia

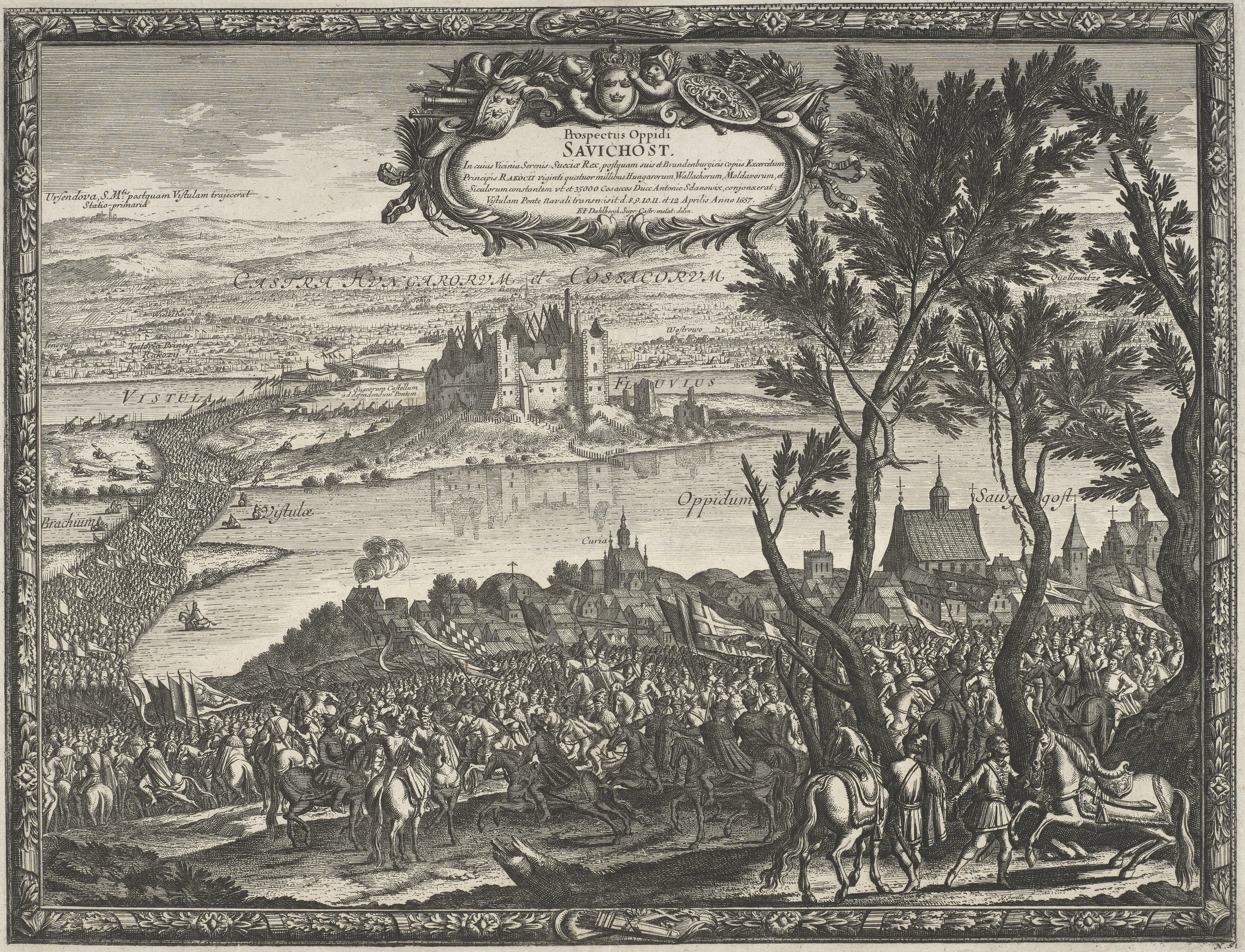
Widok na Zawichost ze zniszczonym zamkiem w tle. Erik Dahlbergh, 1656 r.

Zawichost powstał w ważnym strategicznie węźle drogowym, który umożliwiał kontrolę przepraw przez Wisłę. W czasach panowania Bolesława Śmiałego zbudowana tu została romańska kolegiata Wniebowzięcia Najświętszej Marii Panny. Pierwsza wzmianka o Zawichoście pochodzi z bulli papieża Eugeniusza III z 1148 roku. Był tu wtedy gród kasztelański z osadą targową położoną w pobliżu przeprawy przez Wisłę oraz skrzyżowanie ważnych szlaków handlowych w pobliżu kościoła św. Trójcy. Od końca XII w. był siedzibą archidiakonatu i były tu trzy parafie, podczas gdy Sandomierz do czasów lokacji miał tylko jedną. W 1205 w bitwie pod Zawichostem, książęta Leszek Biały i Konrad mazowiecki pokonali wojska księcia halickiego Romana, który w czasie tej bitwy poległ.
Dokładna data nadania Zawichostowi praw miejskich nie jest znana, ale przyjmuje się, że nastąpiło to przed rokiem 1255. Zawichost był niszczony podczas kolejnych najazdów tatarskich w 1241, 1259 i 1500 Miasto jednak szybko odbudowywało się po klęskach.
W 1257 książę Bolesław Wstydliwy nadał miasto oraz 25 okolicznych miejscowości założonemu w Zawichoście klasztorowi klarysek. Przywilej lokacyjny nadawał Zawichostowi 44 łany jako uposażenie, a także prawo do odbywania targów, warzenia piwa i pobierania cła od miedzi i ołowiu spławianych Wisłą. Od XIV w. Zawichost był miastem królewskim i siedzibą starostwa niegrodowego. Za panowania Kazimierza Wielkiego klasztor został umocniony. Król wybudował tu także obronny zamek, który miał strzec przeprawy przez Wisłę. Zawichost miał w tym czasie 540 mieszkańców. W 1353 roku miał miejsce najazd litewski na Zawichost.
Największy rozkwit miasta przypadł w wieki XV i XVI. Zawichost położony był w tym czasie na szlaku handlowym prowadzącym z Krakowa na Litwę i Ruś. Miasto korzystało z ceł pobieranych od towarów spławianych na Wiśle. Rozwijało się rzemiosło (m.in. piwowarstwo). W 1564 w mieście znajdował się ratusz, łaźnia, słodownia, 4 jatki rzeźnicze oraz 126 domów.
Zawichost został zniszczony podczas potopu szwedzkiego w 1655 i najazdu Rakoczego w 1657. Najeźdźcy spalili wówczas zamek, którego nieodbudowane mury runęły do Wisły w 1813, podczas wielkiej powodzi. W 1666 miasto nawiedził ogromny pożar i zaraza – nieszczęścia, które uśmierciły większość mieszkańców. Ich ciała pochowano prawdopodobnie na niewielkim wzgórzu w południowej części miasta, na którym stoi dziś żelazny krzyż, a obok betonowy austriacki bunkier z I wojny światowej.
Po tych wydarzeniach miasto podupadło. Jego problemy pogłębiły się po rozbiorach Polski, po których Zawichost stał się miastem pogranicznym.
Na początku XVIII w. w pobliżu Zawichostu powstało miasto Starostów (przemianowane później na Prosperów), zamieszkane głównie przez Żydów. W 1820 zostało przyłączone do Zawichostu. Ustalił się wówczas podział na położone przy Wiśle „polskie miasto” i oddalone nieco od rzeki „żydowskie miasto”. Granicę wyznaczał murowany krzyż stojący przy dzisiejszej ul. Żeromskiego.

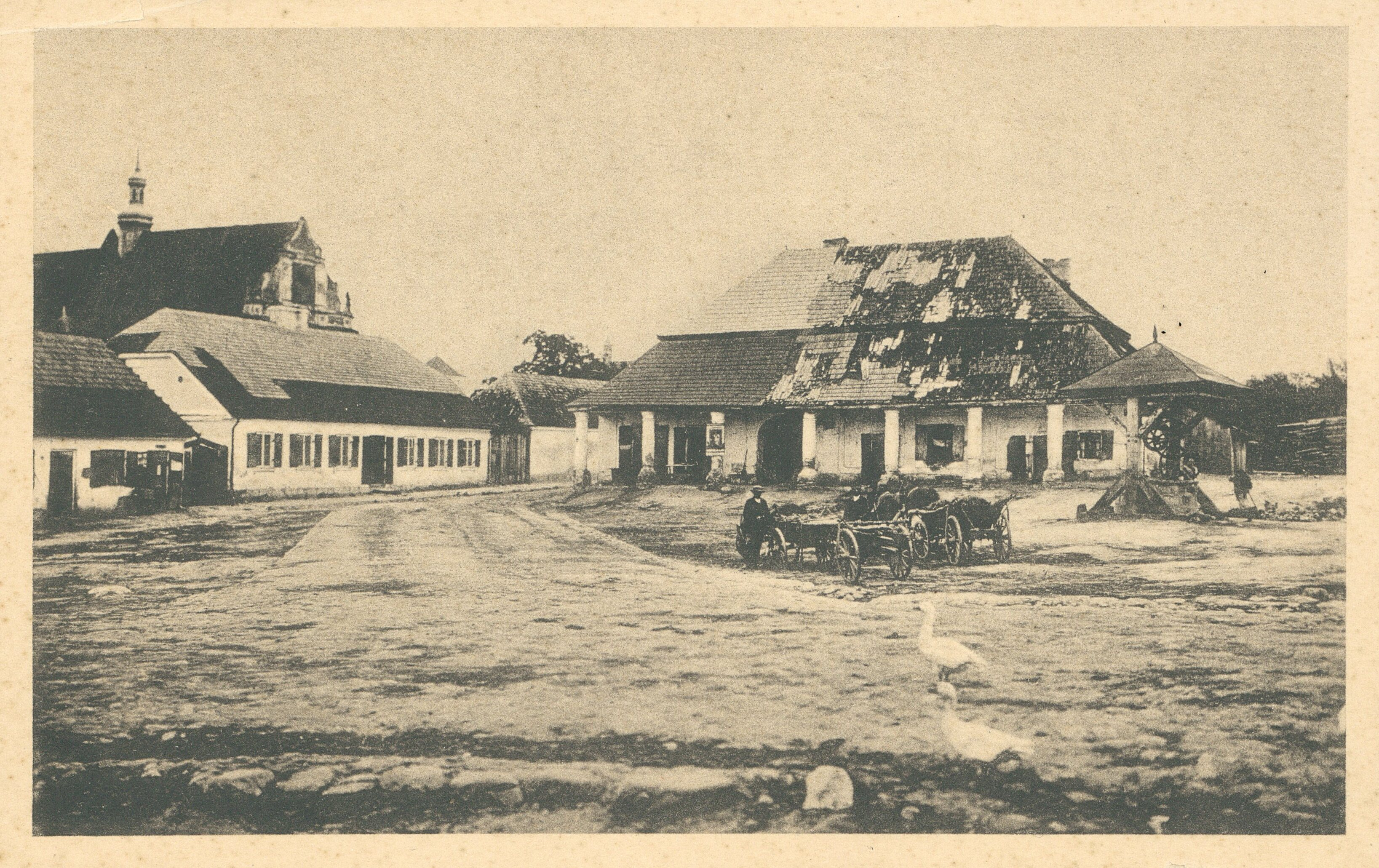
Rynek w Zawichoście ok. 1915

W 1827 połączone miasto miało 281 domów (jednak tylko 5 murowanych) i 2320 mieszkańców. W Zawichoście każdego tygodnia odbywały się dwa targi. W ciągu roku w mieście było 12 jarmarków. 7 czerwca 1888 Zawichost utracił prawa miejskie. W XIX w. w mieście funkcjonowały: cegielnia, garncarnia, 2 wapienniki oraz zakłady rzemieślnicze. 1 stycznia 1926 Zawichost odzyskał prawa miejskie.
W czasie okupacji niemieckiej Niemcy utworzyli tutaj getto, w którym przetrzymywanych było ok. 5 tysięcy Żydów. Funkcjonowało ono do 22 października 1942, dnia w którym Niemcy wywieźli jego mieszkańców do obozu zagłady w Bełżcu.
W 1944 w Zawichoście toczyły się zacięte walki o przyczółek na Wiśle. Podczas walk miasto zostało niemal doszczętnie zniszczone. W latach powojennych Zawichost odbudowano.
W latach 1975–1998 Zawichost administracyjnie należał do woj. tarnobrzeskiego.

## Zabytki

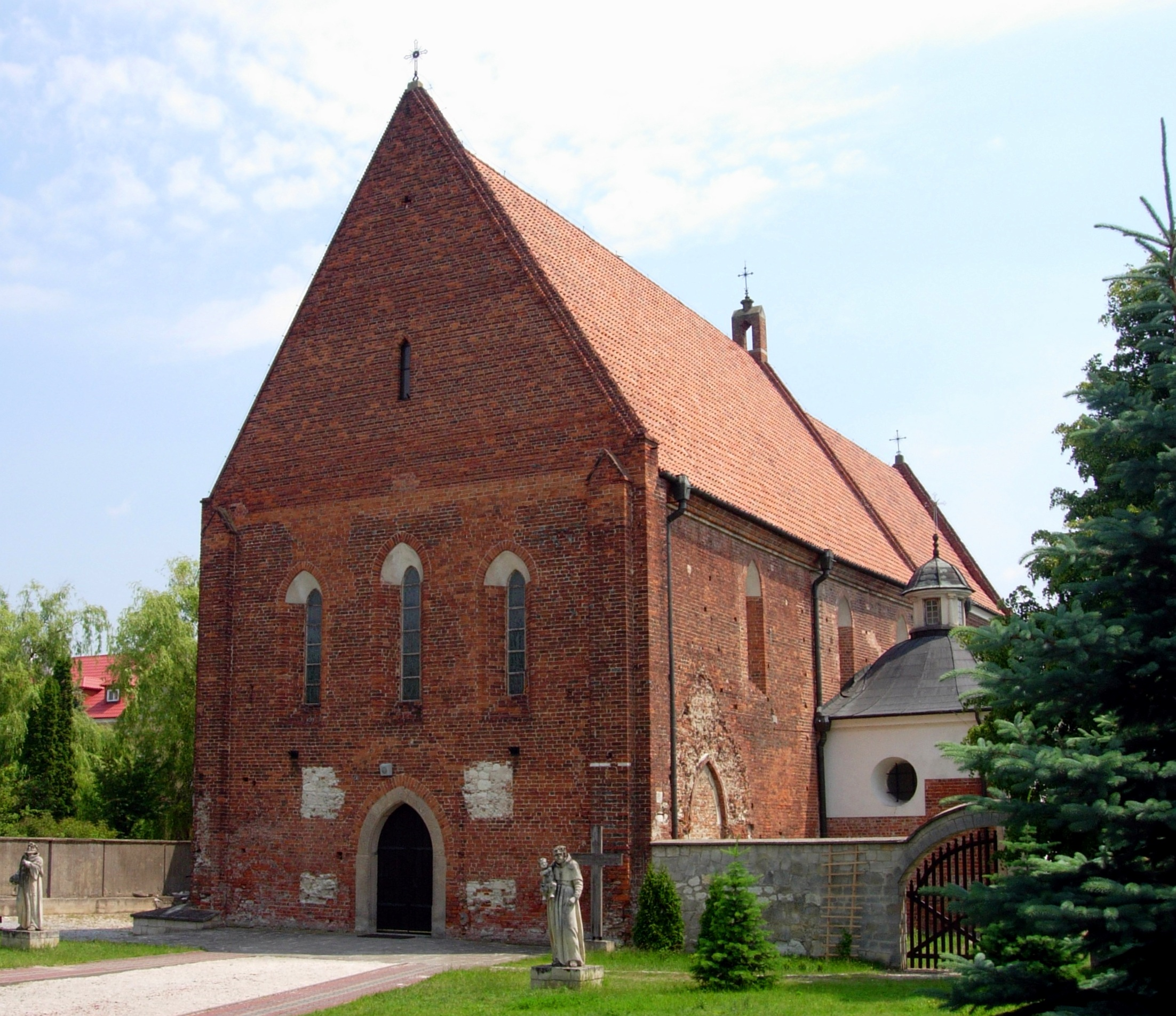
Kościół św. Jana Chrzciciela (1244–1257 r.)

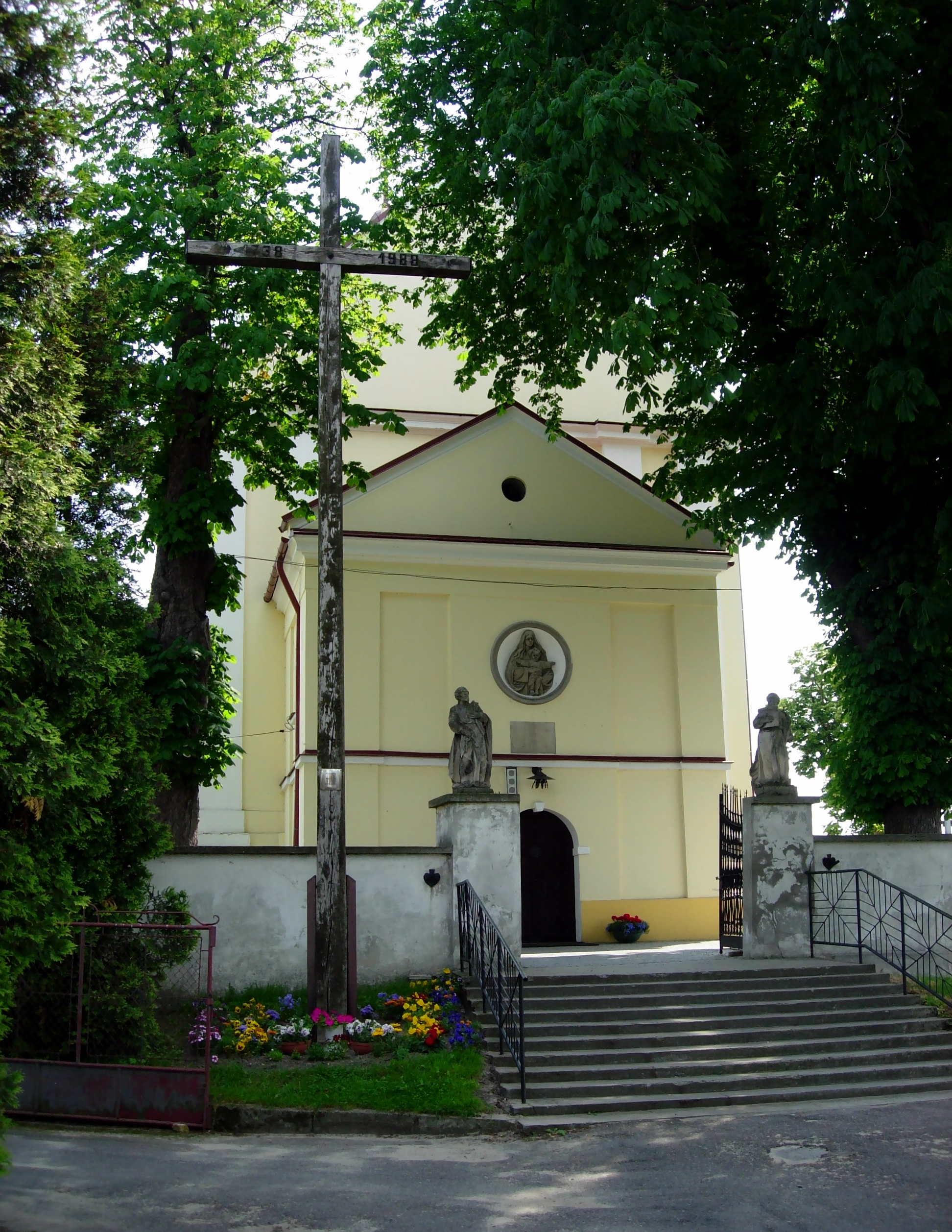
Kościół Wniebowzięcia NMP

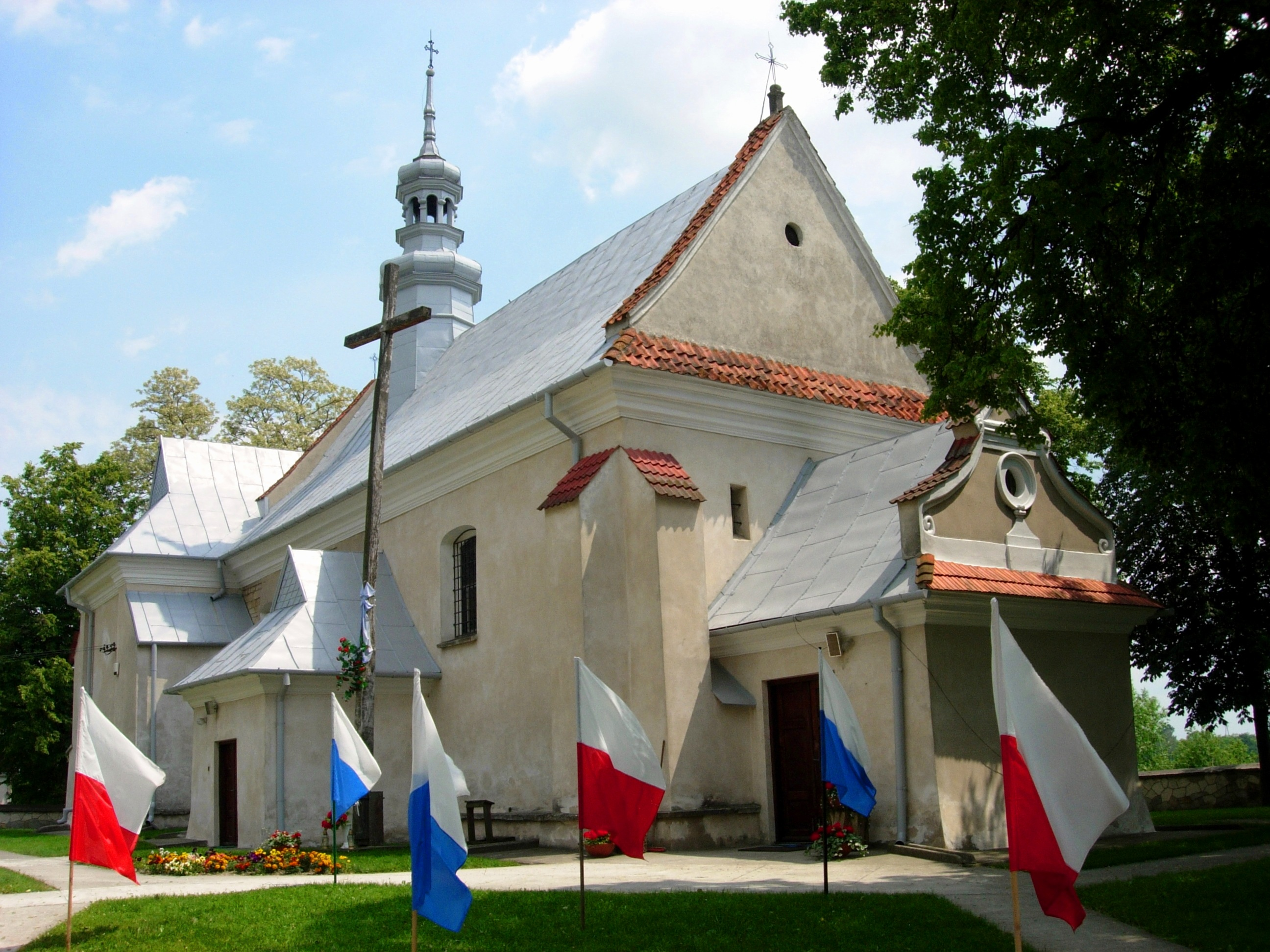
Kościół św. Trójcy

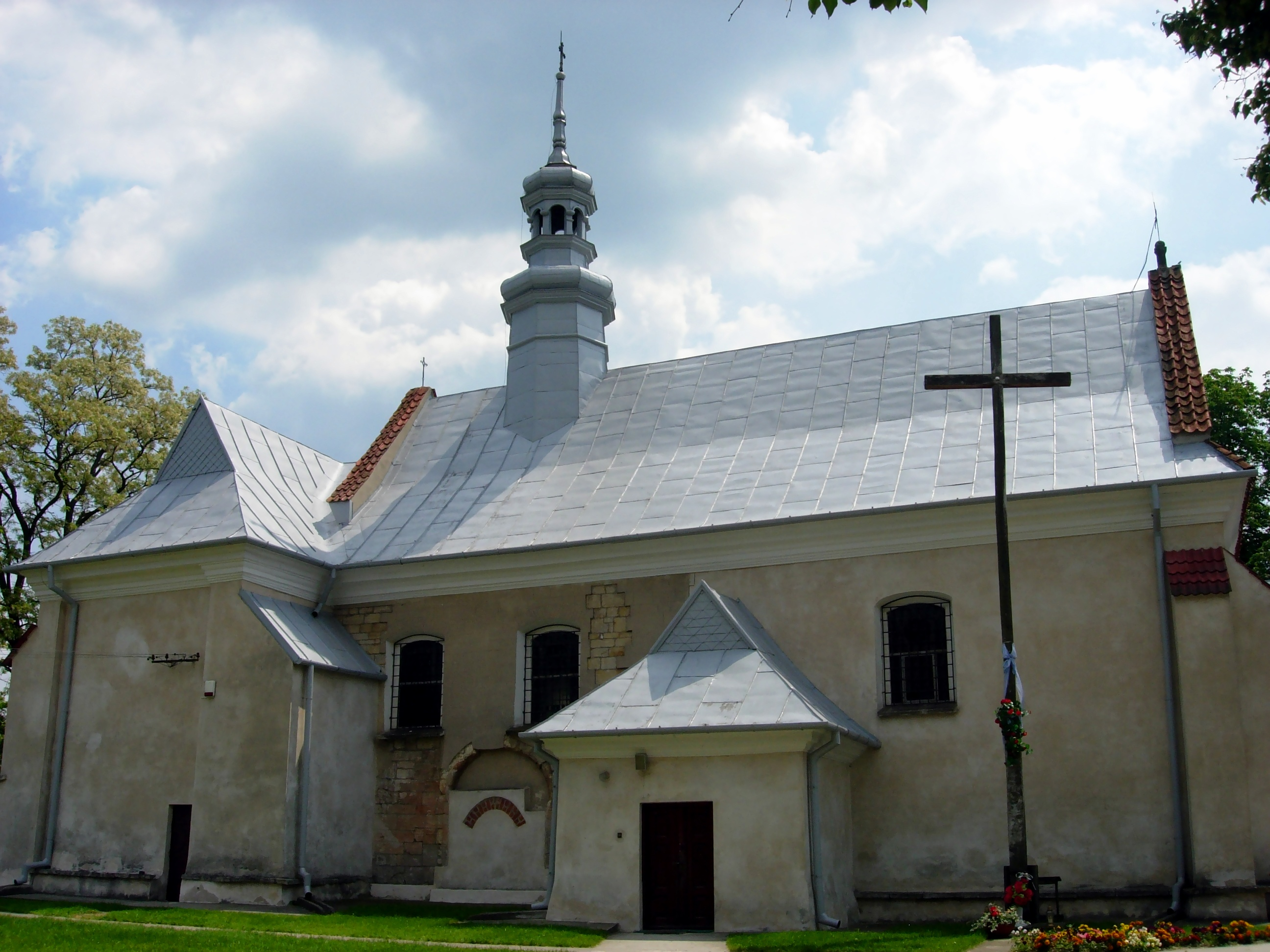
Kościół św. Trójcy

- Kościół pw. Świętego Jana Chrzciciela zbudowany w latach 1244–1257 wraz z klasztorem w stylu wczesnogotyckim dla zakonu klarysek z fundacji księcia Bolesława Wstydliwego jako wiano dla swojej siostry Salomei. W 1255 roku książę Bolesław ufundował przy klasztorze szpital św. Franciszka, który obsługiwał zakon franciszkanów. W 1257 roku klaryski opuściły klasztor i przeniosły się do klasztoru w Dolinie Prądnika[12]. W kościele w 1258 roku została pochowana księżna krakowska Grzymisława, którą złożono apud fratres minores. W 1264 Klaryski przeniosły się do klasztoru w Skale koło Krakowa i w Zawichoście pozostali jedynie zakonnicy franciszkańscy. Zabudowania spłonęły 7 września 1353 roku podczas najazdu Litwinów. W 1412 roku klasztor został częściowo rozebrany przez kasztelana sandomierskiego Michała Czyżowskiego, który miał wykorzystać uzyskany z rozbiórki materiał na budowę zamku w Czyżowie. W 1548 roku dzierżawiący miasto dysydent Stanisław Dębiński zniszczył otoczony czcią grób księżnej Grzymisławy oraz wnętrza klasztoru. W latach 1600–1633 przeprowadzono restaurację zniszczonego klasztoru i kościoła, któremu nadano formę barokową zdobiąc fasadę figurami św. Franciszka i św. Jana Chrzciciela (obecnie na placu przed kościołem). W 1628 roku odnowiono kaplicę Matki Boskiej Różańcowej. W 1752 roku od strony północnej wybudowano barokową kaplicę Matki Boskiej Szkaplerzowej. W związku ze złym stanem klasztoru odrestaurowano go w 1841 roku. W 1864 roku po kasacie zakonu, franciszkanie musieli odejść z klasztoru, w którym umieszczono szkołę. W latach 30. XX wieku klasztor wyremontował i rozbudował architekt Kazimierz Skórewicz. W dniu 28 lipca 1944 roku zabudowania kościoła i klasztoru zostały zbombardowane przez wojska radzieckie, w wyniku czego pożar wypalił wnętrze, stropy i dachy. Ocalało jedynie sklepienie prezbiterium. Po zniszczeniach wojennych kościół regotyzowano w latach 1945–1949 pod kierunkiem Józefa Jamroza, usuwając naleciałości barokowe. Kolejne prace konserwatorskie przeprowadzono w latach 80. XX wieku. Kościół posiada jedną nawę przykrytą stropem i wydłużone XIII wieczne prezbiterium ze sklepieniem krzyżowo-żebrowym i późniejszym XV wiecznym sklepieniem gwiaździstym w przęśle zachodnim. Po lewej stronie prezbiterium znajduje się sakramentarium z 1542 roku wykonane przez Szymona Pencza oraz fragment polichromii z XVI wieku, natomiast po prawej widoczna jest wczesnogotycka wnęka siedziska zamknięta trzema ostrołukowymi arkadami (Sedilia). Zakrystia po lewej stronie prezbiterium posiada sklepienie z lat 1620/1630[13], a pomieszczenie obok kartusze z herbem Pomian (herb szlachecki) biskupa Macieja Łubieńskiego i Rawicz (herb szlachecki) biskupa Pawła Wołuckiego. Pomiędzy prezbiterium i nawą znajduje się ślad po istniejącym dawniej w tym miejscu lektorium w formie trójarkadowego sklepionego portyku. Po prawej stronie nawy od wejścia znajduje się nagrobek zmarłych w 1629 roku Stanisława Opockiego z Opoki i jego żony Anny z Miłoszowa Opockiej, którzy ufundowali barokową przebudowę znajdującej się obok kaplicy. Nagrobek ten ufundował w 1672 roku kasztelan wiślicki Piotr Opocki z Opoki. Po przeciwnej stronie znajduje się nagrobek Zofii Słupeckiej z Bobrka z 1633 roku[14][15]. Od północy przylegają do kościoła pozostałości zabudowań klasztoru franciszkanów, a od południa dzwonnica. Kościół, wschodnie skrzydło klasztoru oraz dzwonnica z XVIII w., jako zespół klasztorny franciszkanów, zostały wpisane do rejestru zabytków nieruchomych (nr rej.: A.787/1-4 z 2.10.1956, z 20.01.1966 i z 2.08.1982)[16].
- Kościół parafialny pw. Wniebowzięcia Najświętszej Marii Panny, pierwotnie romańska kolegiata na planie krzyża z transeptem wyposażonym w apsydę, wzmiankowany po raz pierwszy w 1148 roku. Po zniszczeniu został na jego miejscu zbudowany barokowy kościół konsekrowany w 1744 roku i przebudowany w XIX wieku. Podczas I wojny światowej częściowo zniszczony w 1914 roku. Ponownie spłonął podczas II wojny światowej w dniu 28 lipca 1944. W podziemiach kościoła znajdują się pozostałości romańskiej świątyni. Obok kościoła plebania z XIX wieku i dzwonnica murowana pochodząca z połowy XVIII w. Wpisany do rejestru zabytków nieruchomych (nr rej.: A.786 z 2.10.1956 oraz 236/A z 2.08.1982)[16].
- Kościół parafialny pw. Świętej Trójcy z XIII wieku, przebudowany w stylu barokowym, wyposażenie kościoła późnobarokowe. Na elewacji wschodniej widać ślady z okresu romańskiego, w tym zamurowane półkoliste ościeże, natomiast na północnej elewacji nawy zamurowany romański portal[17]. Wraz z drewnianą dzwonnicą wpisany do rejestru zabytków nieruchomych (nr rej.: A.783/1-2 z 21.01.1957 z 20.05.1966 i z 30.07.1982)[16].
- układ urbanistyczny (nr rej.: A.785 z 27.11.1987)[16]
- stary cmentarz parafialny (nr rej.: A.788 z 14.06.1988)[16]
- kamienny obelisk służący do pomiaru stanu wody na Wiśle, przy ulicy św. Leonarda
- zbiorowa mogiła wojenna z 1944 przy ul. Podgórze (nr rej.: A.789 z 1.03.1993)[16]
- dom z XIX wieku, ul. Żeromskiego 16 (nr rej.: A.790 z 20.05.1967)[16]
- cmentarz parafialny w Trójcy (nr rej.: A.784 z 14.06.1988)[16]

Zabytki niezachowane:
- Zamek królewski
- Kaplica pw. św. Maurycego z 2 połowy XII wieku, którą przypuszczalnie ufundował książę Henryk Sandomierski[18]. Kaplica została odkryta podczas badań archeologicznych na terenie między kościołami NMP i św. Jana. Jest to fragment absydy romańskiego kościoła zniszczonego przez osunięcie się skarpy. Miał on plan kwadratu z czterema absydami (tetrakonchos). W absydzie zachodniej znajdowała się wsparta na dwóch kolumnach empora (rodzaj balkonu) dla księcia[18]. Pod ziemią zachował się z niego jedynie fragment absydy zachodniej, część zarysu absydy północnej, mur zachodni oraz fragment muru północnego[19]. Obecnie nie jest widoczny po kaplicy żaden ślad. Kaplica o podobnej formie jest znana z ziem polskich jedynie z Wawelu, a z innych rejonów Europy Środkowej z Szekesfehervar, klasztoru w Sazavie, Schaffhausen, a forma generalnie wywodziła się z północnych Włoch[18].
- dom podcieniowy przy rynku

## Demografia
Według danych z 31 grudnia 2007 r. miasto miało 1821 mieszkańców.

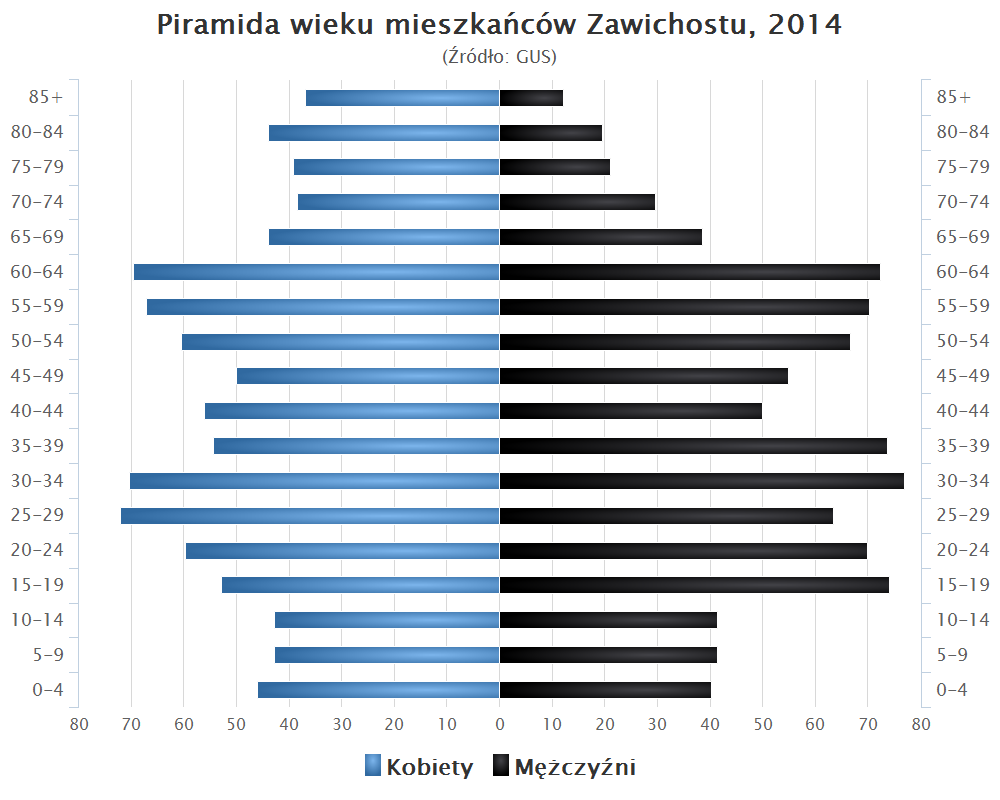
Piramida wieku mieszkańców Zawichostu w 2014 roku